# Blepharicera
Genre
Synonymes
- Astenia Schiner, 1864[2]
- Asthenia Westwood, 1842 non Hübner, 1825 (Lepidoptera)[2]
- Blapharocera Brunetti, 1920[2]
- Blapherocera Brunetti, 1920[2]
- Blepharocera Agassiz, 1846[2]
- Blepharocera Loew, 1858[2]
- Parablepharocera Kitakami, 1931[2]

Blepharicera est un genre d'insectes diptères nématocères de la famille des Blephariceridae.

## Liste d'espèces
Selon ITIS (17 janvier 2020) :
- Blepharicera appalachiae Hogue & Georgian, 1986
- Blepharicera capitata (Loew, 1863)
- Blepharicera cherokea Hogue, 1978
- Blepharicera coweetae Hogue & Georgian, 1985
- Blepharicera diminutiva Hogue, 1978
- Blepharicera jordani (Kellogg, 1903)
- Blepharicera micheneri (Alexander, 1959)
- Blepharicera ostensackeni Kellogg, 1903
- Blepharicera similans (Johannsen, 1929)
- Blepharicera tenuipes (Walker, 1848)
- Blepharicera williamsae (Alexander, 1953)
- Blepharicera zionensis (Alexander, 1953)